# Antrain
Antrain (bretonsko Entraven) je naselje in občina v severozahodnem francoskem departmaju Ille-et-Vilaine regije Bretanje. Leta 2008 je naselje imelo 1.415 prebivalcev.

## Geografija
Naselje leži v pokrajini Bretaniji ob reki Couesnon, 45 km severno od Rennesa.

## Uprava
Antrain je sedež istoimenskega kantona, v katerega so poleg njegove vključene še občine Bazouges-la-Pérouse, Chauvigné, La Fontenelle, Marcillé-Raoul, Noyal-sous-Bazouges, Rimou, Saint-Ouen-la-Rouërie, Saint-Rémy-du-Plain in Tremblay z 9.139 prebivalci.
Kanton Antrain je sestavni del okrožja Fougères-Vitré.

## Zanimivosti
- renesančna graščina Château de Bonnefontaine iz 16. stoletja, angleški park je bil dodan v 19. stoletju,
- cerkev sv. Andreja iz 12. stoletja,
- ostanki oppiduma in rimske ceste.